# Kompleks Klitajmestry
Kompleks Klitajmestry – podświadoma nienawiść żony do męża. Wynika ze związanych z jego osobą, silnych, traumatycznych przeżyć, pozornie zapomnianych, jednakże rzutujących na jej późniejsze zachowanie.
Mitycznym prawzorem jest Klitajmestra, żona króla Myken – Agamemnona, która razem ze swoim kochankiem zamordowała swojego męża. Nie potrafiła mu wybaczyć, że był gotów złożyć ich córkę Ifigenię w ofierze bogini Artemidzie, jak również tego, że zabił jej pierwszego męża, Tantala, a ją samą zgwałcił (Elektry, narodzonej w wyniku gwałtu, nigdy nie pokochała).